# Llista d'espècies d'aranèids (E-L)
Llista de les espècies d'aranèids per ordre alfabètic, que van de la lletra E a la L, descrites fins al 2 de novembre del 2006.
- Per a les llistes d'espècies amb les altres lletres de l'alfabet, aneu a l'article principal: Llista d'espècies d'araneids.
- Per a la llista completa de tots els gèneres vegeu l'article Llista de gèneres d'araneids.

## Gèneres i espècies

### Edricus
Edricus O. P.-Cambridge, 1890
- Edricus productus O. P.-Cambridge, 1896 (Mèxic)
- Edricus spiniger O. P.-Cambridge, 1890 (Panamà fins a Equador)

### Enacrosoma
Enacrosoma Mello-Leitão, 1932
- Enacrosoma anomalum (Taczanowski, 1873) (Colòmbia, Perú fins a Brasil, Guaiana Francesa)
- Enacrosoma decemtuberculatum (O. P.-Cambridge, 1889) (Guatemala)
- Enacrosoma frenca Levi, 1996 (Mèxic fins a Panamà)
- Enacrosoma javium Levi, 1996 (Costa Rica, Panamà)
- Enacrosoma multilobatum (Simon, 1897) (Perú)
- Enacrosoma quizarra Levi, 1996 (Costa Rica)

### Encyosaccus
Encyosaccus Simon, 1895
- Encyosaccus sexmaculatus Simon, 1895 (Equador, Perú, Brasil)

### Epeiroides
Epeiroides Keyserling, 1885
- Epeiroides bahiensis (Keyserling, 1885) (Costa Rica fins a Brasil)

### Eriophora
Eriophora Simon, 1864
- Eriophora astridae (Strand, 1917) (Xina, Corea, Taiwan, Japó)
- Eriophora aurea (Saito, 1934) (Japó)
- Eriophora baotianmanensis (Hu, Wang & Wang, 1991) (Xina)
- Eriophora biapicata (L. Koch, 1871) (Austràlia)
- Eriophora collina (Keyserling, 1886) (Queensland)
- Eriophora decorosa (Urquhart, 1894) (Nova Zelanda)
- Eriophora edax (Blackwall, 1863) (EUA fins a Brasil)
- Eriophora flavicoma (Simon, 1880) (Nova Caledònia, Illes Loyalty)
- Eriophora fuliginea (C. L. Koch, 1838) (Hondures fins a Brasil)
- Eriophora heroine (L. Koch, 1871) (Austràlia, Nova Zelanda)
- Eriophora himalayaensis (Tikader, 1975) (Índia, Xina)
- Eriophora nephiloides (O. P.-Cambridge, 1889) (Guatemala fins a Guyana)
- Eriophora neufvilleorum (Lessert, 1930) (Congo, Etiòpia)
- Eriophora oculosa Zhu & Song, 1994 (Xina)
- Eriophora plumiopedella (Yin, Wang & Zhang, 1987) (Xina, Taiwan)
- Eriophora poecila (Zhu & Wang, 1994) (Xina)
- Eriophora pustulosa (Walckenaer, 1842) (Austràlia, Tasmània, Nova Zelanda)
- Eriophora ravilla (C. L. Koch, 1844) (EUA fins a Brasil)
- Eriophora sachalinensis (Saito, 1934) (Rússia, Xina, Corea, Japó)
- Eriophora transmarina (Keyserling, 1865) (Nova Guinea, Austràlia, Samoa)
- Eriophora tricentra Zhu & Song, 1994 (Xina)
- Eriophora yanbaruensis Tanikawa, 2000 (Japó)

### Eriovixia
Eriovixia Archer, 1951
- Eriovixia cavaleriei (Schenkel, 1963) (Xina)
- Eriovixia enshiensis (Yin & Zhao, 1994) (Xina)
- Eriovixia excelsa (Simon, 1889) (Índia, Pakistan, Filipines, Indonèsia, Taiwan)
- Eriovixia hainanensis (Yin i cols., 1990) (Xina)
- Eriovixia laglaizei (Simon, 1877) (Índia, Xina fins a les Filipines, Nova Guinea)
- Eriovixia menglunensis (Yin i cols., 1990) (Xina)
- Eriovixia napiformis (Thorell, 1899) (Camerun fins a Àfrica Oriental)
- Eriovixia poonaensis (Tikader & Bal, 1981) (Índia, Xina)
- Eriovixia pseudocentrodes (Bösenberg & Strand, 1906) (Xina, Japó)
- Eriovixia rhinura (Pocock, 1899) (Àfrica Central i Occidental)
- Eriovixia sakiedaorum Tanikawa, 1999 (Taiwan, Japó)
- Eriovixia turbinata (Thorell, 1899) (Camerun, Congo)
- Eriovixia yunnanensis (Yin i cols., 1990) (Xina)

### Eustacesia
Eustacesia Caporiacco, 1954
- Eustacesia albonotata Caporiacco, 1954 (Guaiana Francesa)

### Eustala
Eustala Simon, 1895
- Eustala albicans Caporiacco, 1954 (Guaiana Francesa)
- Eustala albiventer (Keyserling, 1884) (Brasil)
- Eustala anastera (Walckenaer, 1842) (North, Amèrica Central)
  - Eustala anastera vermiformis Franganillo, 1931 (Cuba)
- Eustala andina Chamberlin, 1916 (Perú)
- Eustala bacelarae Caporiacco, 1955 (Veneçuela)
- Eustala banksi Chickering, 1955 (Mèxic, Costa Rica)
- Eustala bifida F. O. P.-Cambridge, 1904 (EUA fins a Panamà)
- Eustala bisetosa Bryant, 1945 (Hispaniola)
- Eustala brevispina Gertsch & Davis, 1936 (EUA, Mèxic)
- Eustala bucolica Chickering, 1955 (Panamà)
- Eustala californiensis (Keyserling, 1885) (EUA, Mèxic)
- Eustala cameronensis Gertsch & Davis, 1936 (EUA)
- Eustala cazieri Levi, 1977 (EUA, Bahames)
- Eustala cepina (Walckenaer, 1842) (Amèrica del Nord)
- Eustala clavispina (O. P.-Cambridge, 1889) (EUA fins al Salvador)
- Eustala conchlea (McCook, 1888) (EUA, Mèxic)
- Eustala conformans Chamberlin, 1925 (Panamà)
- Eustala decemtuberculata Caporiacco, 1955 (Veneçuela)
- Eustala delasmata Bryant, 1945 (Hispaniola)
- Eustala delecta Chickering, 1955 (Panamà)
- Eustala devia (Gertsch & Mulaik, 1936) (EUA fins a Panamà, Índies Occidentals)
- Eustala eleuthera Levi, 1977 (EUA, Bahames, Jamaica)
- Eustala emertoni (Banks, 1904) (EUA, Mèxic)
- Eustala essequibensis (Hingston, 1932) (Guyana)
- Eustala exigua Chickering, 1955 (Panamà)
- Eustala fragilis (O. P.-Cambridge, 1889) (Guatemala, Panamà)
- Eustala fuscovittata (Keyserling, 1864) (Mèxic fins a Sud Amèrica)
- Eustala gertschi Chickering, 1955 (Panamà)
- Eustala gonygaster (C. L. Koch, 1838) (Brasil, Guyana)
- Eustala guianensis (Taczanowski, 1873) (Perú, Guaiana Francesa)
- Eustala guttata F. O. P.-Cambridge, 1904 (Mèxic fins a Brasil)
- Eustala histrio Mello-Leitão, 1948 (Guyana)
- Eustala illicita (O. P.-Cambridge, 1889) (Mèxic fins a Panamà)
- Eustala inconstans Chickering, 1955 (Panamà)
- Eustala ingenua Chickering, 1955 (Panamà)
- Eustala innoxia Chickering, 1955 (Panamà)
- Eustala isosceles Mello-Leitão, 1939 (Paraguai)
- Eustala itapocuensis Strand, 1916 (Brasil)
- Eustala lata Chickering, 1955 (Panamà)
- Eustala latebricola (O. P.-Cambridge, 1889) (Guatemala fins a Panamà)
- Eustala longembola Chickering, 1955 (Guatemala fins a Panamà)
- Eustala lunulifera Mello-Leitão, 1939 (Guaiana Francesa, Guyana)
- Eustala maxima Chickering, 1955 (Panamà)
- Eustala mimica Chickering, 1955 (Panamà)
- Eustala minuscula (Keyserling, 1892) (Brasil)
- Eustala montana Chickering, 1955 (Panamà)
- Eustala monticola Chamberlin, 1916 (Perú)
- Eustala montivaga Chickering, 1955 (Panamà)
- Eustala mourei Mello-Leitão, 1947 (Brasil)
- Eustala nasuta Mello-Leitão, 1939 (Guyana)
- Eustala nigerrima Mello-Leitão, 1940 (Brasil)
- Eustala novemmamillata Mello-Leitão, 1941 (Argentina)
- Eustala oblonga Chickering, 1955 (Panamà)
- Eustala orina (Chamberlin, 1916) (Perú)
- Eustala pallida Mello-Leitão, 1940 (Brasil)
- Eustala Panamàna Chickering, 1955 (Panamà)
- Eustala perdita Bryant, 1945 (Hispaniola)
- Eustala perfida Mello-Leitão, 1947 (Brasil)
- Eustala photographica Mello-Leitão, 1944 (Argentina)
- Eustala procurva Franganillo, 1936 (Cuba)
- Eustala redundans Chickering, 1955 (Panamà)
- Eustala richardsi Mello-Leitão, 1939 (Guyana)
- Eustala rosae Chamberlin & Ivie, 1935 (EUA, Mèxic)
- Eustala rubroguttulata (Keyserling, 1879) (Perú)
- Eustala rustica Chickering, 1955 (Panamà)
- Eustala saga (Keyserling, 1893) (Brasil, Uruguai)
- Eustala sagana (Keyserling, 1893) (Brasil)
- Eustala sanguinosa (Keyserling, 1893) (Brasil)
- Eustala scitula Chickering, 1955 (Mèxic fins a Panamà)
- Eustala scutigera (O. P.-Cambridge, 1898) (Mèxic fins a Panamà)
- Eustala secta Mello-Leitão, 1945 (Argentina)
- Eustala sedula Chickering, 1955 (Panamà)
- Eustala semifoliata (O. P.-Cambridge, 1899) (Amèrica Central)
- Eustala smaragdinea (Taczanowski, 1878) (Perú)
- Eustala tantula Chickering, 1955 (Panamà)
- Eustala taquara (Keyserling, 1892) (Brasil, Uruguai, Argentina)
- Eustala tribrachiata Badcock, 1932 (Paraguai)
- Eustala tridentata (C. L. Koch, 1838) (Brasil, Guaiana Francesa)
- Eustala trinitatis (Hogg, 1918) (Trinidad)
- Eustala tristis (Blackwall, 1862) (Brasil)
- Eustala tumida Chickering, 1955 (Panamà)
- Eustala ulecebrosa (Keyserling, 1892) (Brasil, Argentina)
- Eustala uncicurva Franganillo, 1936 (Cuba)
- Eustala unimaculata Franganillo, 1930 (Cuba)
- Eustala vegeta (Keyserling, 1865) (Mèxic fins a Brasil, Hispaniola)
- Eustala vellardi Mello-Leitão, 1924 (Brasil)
- Eustala venusta Chickering, 1955 (Panamà)
- Eustala viridipedata (Roewer, 1942) (Perú)
- Eustala wiedenmeyeri Schenkel, 1953 (Veneçuela)

### Exechocentrus
Exechocentrus Simon, 1889
- Exechocentrus lancearius Simon, 1889 (Madagascar)

### Faradja
Faradja Grasshoff, 1970
- Faradja faradjensis (Lessert, 1930) (Congo)

### Friula
Friula O. P.-Cambridge, 1896
- Friula wallacei O. P.-Cambridge, 1896 (Borneo)

### Gasteracantha
Gasteracantha Sundevall, 1833
- Gasteracantha aciculata (Pocock, 1899) (New Bretanya)
- Gasteracantha acutispina Dahl, 1914 (Sulawesi)
- Gasteracantha audouini Gu?rin, 1838 (Sumatra, Timor, Amboina, Filipines)
- Gasteracantha beccarii Thorell, 1877 (Sulawesi)
- Gasteracantha biloba (Thorell, 1878) (Moluques, Amboina)
- Gasteracantha cancriformis (Linnaeus, 1758) (Amèrica)
  - Gasteracantha cancriformis gertschi Archer, 1941 (EUA)
- Gasteracantha clarki Emerit, 1974 (Seychelles)
- Gasteracantha clavatrix (Walckenaer, 1842) (Lombok, Sulawesi, Illes Mentawai)
- Gasteracantha clavigera Giebel, 1863 (Tailàndia, Filipines, Sulawesi)
- Gasteracantha crucigera Bradley, 1877 (Nova Guinea)
- Gasteracantha curvispina (Gu?rin, 1837) (Àfrica Central i Occidental, Bioko)
- Gasteracantha curvistyla Dahl, 1914 (Illa Togian, prop de Sulawesi)
- Gasteracantha cuspidata C. L. Koch, 1837 (Malàisia, Illes Nicobar, Java)
- Gasteracantha dalyi Pocock, 1900 (Índia, Pakistan)
- Gasteracantha diadesmia Thorell, 1887 (Índia fins a les Filipines)
- Gasteracantha diardi (Lucas, 1835) (Xina, Tailàndia, Malàisia, Illes Sunda)
- Gasteracantha doriae Simon, 1877 (Singapur, Sumatra, Borneo)
- Gasteracantha falcicornis Butler, 1873 (Àfrica)
- Gasteracantha fasciata Gu?rin, 1838 (Nova Guinea, Guam)
- Gasteracantha flava Nicolet, 1849 (Xile)
- Gasteracantha fornicata (Fabricius, 1775) (Queensland)
- Gasteracantha frontata Blackwall, 1864 (Índia, Myanmar, Tailàndia, Flores, Borneo)
- Gasteracantha gambeyi Simon, 1877 (Nova Caledònia)
- Gasteracantha geminata (Fabricius, 1798) (Índia, Sri Lanka)
- Gasteracantha hasselti C. L. Koch, 1837 (Índia, Xina fins a Moluques)
- Gasteracantha hecata (Walckenaer, 1842) (Filipines)
- Gasteracantha interrupta Dahl, 1914 (Lombok, Sulawesi)
- Gasteracantha irradiata (Walckenaer, 1842) (Tailàndia fins a les Filipines, Sulawesi)
- Gasteracantha janopol Barrion & Litsinger, 1995 (Filipines)
- Gasteracantha kuhli C. L. Koch, 1837 (Índia fins al Japó, Filipines)
- Gasteracantha lepelletieri (Gu?rin, 1825) (Sumatra fins a les Filipines, Nova Guinea)
- Gasteracantha lunata Gu?rin, 1838 (Timor, Moluques, Nova Caledònia)
- Gasteracantha martensi Dahl, 1914 (Sumatra)
- Gasteracantha mediofusca (Doleschall, 1859) (Java, Nova Guinea)
- Gasteracantha mengei Keyserling, 1864 (Malàisia, Sumatra, Borneo)
- Gasteracantha metallica (Pocock, 1898) (Illes Solomon)
- Gasteracantha milvoides Butler, 1873 (Central, Est, Àfrica Meridional)
- Gasteracantha notata Kulczyn'ski, 1910 (New Bretanya)
- Gasteracantha panisicca Butler, 1873 (Myanmar fins a les Filipines, Java)
- Gasteracantha parangdiadesmia Barrion & Litsinger, 1995 (Filipines)
- Gasteracantha pentagona (Walckenaer, 1842) (Nova Irlanda, New Bretanya)
  - Gasteracantha pentagona anirica Strand, 1915 (Illes Bismarck)
- Gasteracantha picta (Thorell, 1892) (Singapur)
- Gasteracantha quadrispinosa O. P.-Cambridge, 1879 (Nova Guinea, Queensland)
- Gasteracantha recurva Simon, 1877 (Filipines)
- Gasteracantha regalis Butler, 1873 (Noves Hèbrides)
- Gasteracantha remifera Butler, 1873 (Índia, Sri Lanka)
- Gasteracantha rhomboidea Gu?rin, 1838 (Maurici)
  - Gasteracantha rhomboidea comorensis Strand, 1917 (Illes Comoro)
  - Gasteracantha rhomboidea madagascariensis Vinson, 1863 (Madagascar)
- Gasteracantha rubrospinis Gu?rin, 1838 (Lombok, Sulawesi, Moluques, Nova Caledònia, Guam)
- Gasteracantha rufithorax Simon, 1881 (Madagascar)
- Gasteracantha sacerdotalis L. Koch, 1872 (Nova Guinea, Queensland, Nova Caledònia)
- Gasteracantha sanguinea Dahl, 1914 (Filipines)
- Gasteracantha sanguinolenta C. L. Koch, 1844 (Àfrica, São Tom?, Socotra)
  - Gasteracantha sanguinolenta andrefanae Emerit, 1974 (Madagascar)
  - Gasteracantha sanguinolenta bigoti Emerit, 1974 (Madagascar)
  - Gasteracantha sanguinolenta emeriti Roberts, 1983 (Aldabra)
  - Gasteracantha sanguinolenta insulicola Emerit, 1974 (Seychelles)
  - Gasteracantha sanguinolenta legendrei Emerit, 1974 (Illa Europa)
  - Gasteracantha sanguinolenta mangrovae Emerit, 1974 (Madagascar)
  - Gasteracantha sanguinolenta rueppelli (Strand, 1916) (Egipte)
- Gasteracantha sapperi Dahl, 1914 (Nova Guinea)
- Gasteracantha sauteri Dahl, 1914 (Xina, Taiwan)
- Gasteracantha scintillans Butler, 1873 (Illes Solomon)
- Gasteracantha signifera Pocock, 1898 (Illes Solomon)
  - Gasteracantha signifera bistrigella Strand, 1915 (Illes Bismarck)
  - Gasteracantha signifera heterospina Strand, 1915 (Illes Bismarck)
  - Gasteracantha signifera pustulinota Strand, 1915 (Illes Bismarck)
- Gasteracantha simoni O. P.-Cambridge, 1879 (Central Àfrica)
- Gasteracantha sororna Butler, 1873 (Índia)
- Gasteracantha sturi (Doleschall, 1857) (Sumatra, Java, Moluques)
- Gasteracantha subaequispina Dahl, 1914 (Borneo, Nova Guinea)
- Gasteracantha taeniata (Walckenaer, 1842) (Índia fins a Polynesia)
  - Gasteracantha taeniata analispina Strand, 1911 (Nova Guinea)
  - Gasteracantha taeniata anirensis Strand, 1911 (Nova Irlanda)
  - Gasteracantha taeniata bawensis Strand, 1915 (Nova Guinea)
  - Gasteracantha taeniata jamurensis Strand, 1915 (Nova Guinea)
  - Gasteracantha taeniata lugubris Simon, 1898 (Illes Solomon)
  - Gasteracantha taeniata maculella Strand, 1911 (Illes Aru)
  - Gasteracantha taeniata novahannoveriana Dahl, 1914 (Illes Bismarck)
  - Gasteracantha taeniata obsoletopicta Strand, 1915 (Indonesia)
  - Gasteracantha taeniata oinokensis Strand, 1915 (Nova Guinea)
  - Gasteracantha taeniata sentanensis Strand, 1915 (Nova Guinea)
  - Gasteracantha taeniata trivittinota Strand, 1911 (Nova Irlanda)
  - Gasteracantha taeniata univittinota Strand, 1911 (Nova Irlanda)
- Gasteracantha theisi Gu?rin, 1838 (Nova Guinea, Moluques)
  - Gasteracantha theisii antemaculata Strand, 1911 (Illes Aru)
  - Gasteracantha theisii keyana Strand, 1911 (Illes Kei)
  - Gasteracantha theisii quadrisignatella Strand, 1911 (Indonesia)
- Gasteracantha thomasinsulae Archer, 1951 (São Tom?)
- Gasteracantha thorelli Keyserling, 1864 (Madagascar)
- Gasteracantha tondanae Pocock, 1897 (Sulawesi)
- Gasteracantha transversa C. L. Koch, 1837 (Sumatra, Java)
- Gasteracantha unguifera Simon, 1889 (Índia)
- Gasteracantha versicolor (Walckenaer, 1842) (Central, Est, Àfrica Meridional)
  - Gasteracantha versicolor avaratrae Emerit, 1974 (Madagascar)
  - Gasteracantha versicolor formosa Vinson, 1863 (Madagascar)
- Gasteracantha Oestringi Keyserling, 1864 (Austràlia, Illes Admiralty, Nova Caledònia)

### Gastroxya
Gastroxya Benoit, 1962
- Gastroxya benoiti Emerit, 1973 (Sud-àfrica)
- Gastroxya krausi Benoit, 1962 (Liberia, Congo)
- Gastroxya leleupi Benoit, 1962 (Congo)
- Gastroxya schoutedeni Benoit, 1962 (Congo, Ruanda, Burundi)

### Gea
Gea C. L. Koch, 1843
- Gea Àfricana Simon, 1895 (Congo)
- Gea argiopides Strand, 1911 (Illes Aru, Nova Guinea)
- Gea bituberculata (Thorell, 1881) (Nova Guinea)
- Gea eff Levi, 1983 (Nova Guinea, New Bretanya)
- Gea heptagon (Hentz, 1850) (EUA fins a Argentina, Illes del Sud del Pacífic, Austràlia)
- Gea infuscata Tullgren, 1910 (Àfrica Oriental, Angola)
- Gea nilotica Simon, 1906 (Egipte, Sudan)
- Gea spinipes C. L. Koch, 1843 (Índia, Xina, Taiwan fins a Borneo)
  - Gea spinipes nigrifrons Simon, 1901 (Malàisia)
- Gea subarmata Thorell, 1890 (Índia, Bangladesh fins a les Filipines, Nova Guinea)
- Gea theridioides (L. Koch, 1872) (Queensland, Nova Gal·les del Sud)
- Gea transversovittata Tullgren, 1910 (Congo, Àfrica Oriental)
- Gea zaragosa Barrion & Litsinger, 1995 (Filipines)

### Gibbaranea
Gibbaranea Archer, 1951
- Gibbaranea abscissa (Karsch, 1879) (Rússia, Xina, Corea, Japó)
- Gibbaranea bituberculata (Walckenaer, 1802) (Paleàrtic)
  - Gibbaranea bituberculata cuculligera (Simon, 1909) (Espanya)
  - Gibbaranea bituberculata strandiana (Kolosv?ry, 1936) (Europa Oriental)
- Gibbaranea gibbosa (Walckenaer, 1802) (Europa fins a Azerbaijan)
  - Gibbaranea gibbosa confinis (Simon, 1870) (Espanya, Còrsega)
- Gibbaranea hetian (Hu & Wu, 1989) (Xina)
- Gibbaranea nanguosa Yin & Gong, 1996 (Xina)
- Gibbaranea occidentalis Wunderlich, 1989 (Açores)
- Gibbaranea omoeda (Thorell, 1870) (Paleàrtic)
- Gibbaranea tenerifensis Wunderlich, 1992 (Illes Canàries)
- Gibbaranea ullrichi (Hahn, 1835) (Europa, Rússia, Àsia central)

### Glyptogona
Glyptogona Simon, 1884
- Glyptogona duriuscula Simon, 1895 (Sri Lanka)
- Glyptogona sextuberculata (Keyserling, 1863) (Itàlia fins a Israel)

### Heterognatha
Heterognatha Nicolet, 1849
- Heterognatha Xilensis Nicolet, 1849 (Xile)

### Heurodes
Heurodes Keyserling, 1886
- Heurodes fratrellus (Chamberlin, 1924) (Xina)
- Heurodes porculus (Simon, 1877) (Singapur, Filipines)
- Heurodes turritus Keyserling, 1886 (Tasmània)

### Hingstepeira
Hingstepeira Levi, 1995
- Hingstepeira arnolisei Levi, 1995 (Brasil)
- Hingstepeira dimona Levi, 1995 (Brasil)
- Hingstepeira folisecens (Hingston, 1932) (Brasil, Guyana, Surinam, Guaiana Francesa)
- Hingstepeira isherton Levi, 1995 (Guyana)

### Homalopoltys
Homalopoltys Simon, 1895
- Homalopoltys albidus Simon, 1895 (Sri Lanka)
- Homalopoltys incanescens Simon, 1895 (Sri Lanka)

### Hypognatha
Hypognatha Gu?rin, 1839
- Hypognatha alho Levi, 1996 (Brasil)
- Hypognatha belem Levi, 1996 (Brasil)
- Hypognatha cacau Levi, 1996 (Perú, Brasil)
- Hypognatha cambara Levi, 1996 (Brasil)
- Hypognatha carpish Levi, 1996 (Perú)
- Hypognatha colosso Levi, 1996 (Brasil)
- Hypognatha coyo Levi, 1996 (Colòmbia)
- Hypognatha cryptocephala Mello-Leitão, 1947 (Brasil)
- Hypognatha deplanata (Taczanowski, 1873) (Brasil, Guaiana Francesa)
- Hypognatha divuca Levi, 1996 (Perú)
- Hypognatha elaborata Chickering, 1953 (Costa Rica, Panamà, Colòmbia)
- Hypognatha furcifera (O. P.-Cambridge, 1881) (Brasil)
- Hypognatha ica Levi, 1996 (Brasil)
- Hypognatha ituara Levi, 1996 (Brasil)
- Hypognatha jacaze Levi, 1996 (Brasil)
- Hypognatha janauari Levi, 1996 (Brasil)
- Hypognatha lagoas Levi, 1996 (Brasil)
- Hypognatha lamoka Levi, 1996 (Veneçuela)
- Hypognatha maranon Levi, 1996 (Perú)
- Hypognatha maria Levi, 1996 (Perú)
- Hypognatha matisia Levi, 1996 (Perú)
- Hypognatha mirandaribeiroi Soares & Camargo, 1948 (Brasil)
- Hypognatha mozamba Levi, 1996 (Colòmbia, Equador, Perú, Brasil)
- Hypognatha nasuta O. P.-Cambridge, 1896 (Mèxic)
- Hypognatha navio Levi, 1996 (Veneçuela, Brasil)
- Hypognatha pereiroi Levi, 1996 (Brasil)
- Hypognatha putumayo Levi, 1996 (Colòmbia, Equador)
- Hypognatha rancho Levi, 1996 (Veneçuela)
- Hypognatha saut Levi, 1996 (Guaiana Francesa)
- Hypognatha scutata (Perty, 1833) (Trinidad fins a Argentina)
- Hypognatha solimoes Levi, 1996 (Brasil)
- Hypognatha tampo Levi, 1996 (Perú)
- Hypognatha testudinaria (Taczanowski, 1879) (Perú)
- Hypognatha tingo Levi, 1996 (Perú)
- Hypognatha tocantins Levi, 1996 (Brasil)
- Hypognatha triunfo Levi, 1996 (Brasil)
- Hypognatha utari Levi, 1996 (Brasil)
- Hypognatha viamao Levi, 1996 (Brasil)

### Hypsacantha
Hypsacantha Dahl, 1914
- Hypsacantha crucimaculata (Dahl, 1914) (Central, Est, Àfrica Meridional)

### Hypsosinga
Hypsosinga Ausserer, 1871
- Hypsosinga alberta Levi, 1972 (Rússia, Canadà)
- Hypsosinga alboria Yin i cols., 1990 (Xina)
- Hypsosinga albovittata (Oestring, 1851) (Europa, Àfrica del Nord, Rússia, Ucraïna)
- Hypsosinga clax Oliger, 1993 (Rússia)
- Hypsosinga funebris (Keyserling, 1892) (EUA, Canadà)
- Hypsosinga groenlandica Simon, 1889 (EUA, Canadà, Groenlàndia)
- Hypsosinga heri (Hahn, 1831) (Paleàrtic)
- Hypsosinga lithyphantoides Caporiacco, 1947 (Uganda, Kenya)
  - Hypsosinga lithyphantoides dealbata Caporiacco, 1949 (Kenya)
- Hypsosinga pygmaea (Sundevall, 1831) (Holàrtic)
  - Hypsosinga pygmaea nigra (Simon, 1909) (Vietnam)
  - Hypsosinga pygmaea nigriceps (Kulczyn'ski, 1903) (Turquia)
- Hypsosinga rubens (Hentz, 1847) (EUA, Canadà)
- Hypsosinga sanguinea (C. L. Koch, 1844) (Paleàrtic)
- Hypsosinga taprobanica (Simon, 1895) (Sri Lanka)
- Hypsosinga turkmenica Bakhvàlov, 1978 (Turkmenistan)
- Hypsosinga vaulogeri (Simon, 1909) (Vietnam)
- Hypsosinga wanica Song, Qian & Gao, 1996 (Xina)

### Ideocaira
Ideocaira Simon, 1903
- Ideocaira transversa Simon, 1903 (Sud-àfrica)
- Ideocaira triquetra Simon, 1903 (Sud-àfrica)

### Isoxya
Isoxya Simon, 1885
- Isoxya basilewskyi Benoit & Emerit, 1975 (Rwanda, Congo)
- Isoxya cicatricosa (C. L. Koch, 1844) (Central, Est, Àfrica Meridional)
- Isoxya cowani (Butler, 1882) (Madagascar)
- Isoxya mahafalensis Emerit, 1974 (Madagascar)
- Isoxya milloti Emerit, 1974 (Madagascar)
- Isoxya mossamedensis Benoit, 1962 (Angola)
- Isoxya mucronata (Walckenaer, 1842) (Central, Àfrica Meridional)
- Isoxya nigromutica (Caporiacco, 1939) (Àfrica Oriental)
- Isoxya penizoides Simon, 1887 (Oest, Àfrica Central i Oriental)
- Isoxya reuteri (Lenz, 1886) (Madagascar)
- Isoxya semiflava Simon, 1887 (Àfrica Central i Occidental)
- Isoxya somalica (Caporiacco, 1940) (Somàlia)
- Isoxya stuhlmanni (Bösenberg & Lenz, 1895) (Central, Est, Àfrica Meridional)
- Isoxya tabulata (Thorell, 1859) (Central, Est, Àfrica Meridional)
- Isoxya testudinaria (Simon, 1901) (Oest, Àfrica Central i Oriental)
- Isoxya yatesi Emerit, 1973 (Sud-àfrica)

### Kaira
Kaira O. P.-Cambridge, 1889
- Kaira alba (Hentz, 1850) (EUA, Mèxic)
- Kaira altiventer O. P.-Cambridge, 1889 (EUA fins a Brasil)
- Kaira candidissima (Mello-Leitão, 1941) (Argentina)
- Kaira cobimcha Levi, 1993 (Brasil)
- Kaira conica Gerschman & Schiapelli, 1948 (Brasil, Argentina)
- Kaira dianae Levi, 1993 (Perú)
- Kaira echinus (Simon, 1897) (Brasil, Argentina)
- Kaira electa (Keyserling, 1883) (Brasil)
- Kaira erwini Levi, 1993 (Perú)
- Kaira gibberosa O. P.-Cambridge, 1890 (Mèxic fins a Brasil)
- Kaira hiteae Levi, 1977 (EUA)
- Kaira levii Alay¢n, 1993 (Cuba)
- Kaira sabino Levi, 1977 (EUA)
- Kaira sexta (Chamberlin, 1916) (Guatemala fins a Brasil)
- Kaira shinguito Levi, 1993 (Perú)
- Kaira tulua Levi, 1993 (Colòmbia)

### Kapogea
Kapogea Levi, 1997
- Kapogea alayoi (Archer, 1958) (Grans Antilles, Panamà fins a Argentina)
- Kapogea cyrtophoroides (F. O. P.-Cambridge, 1904) (Mèxic fins a Perú, Bolívia, Brasil)
- Kapogea sellata (Simon, 1895) (Grans Antilles, Costa Rica fins a Argentina)
- Kapogea sexnotata (Simon, 1895) (Veneçuela fins a Perú, Bolívia, Brasil)

### Kilima
Kilima Grasshoff, 1970
- Kilima conspersa Grasshoff, 1970 (Congo)
- Kilima decens (Blackwall, 1866) (Central, Est, Àfrica Meridional, Seychelles)
- Kilima griseovariegata (Tullgren, 1910) (Àfrica Central i Oriental)

### Larinia
Larinia Simon, 1874
- Larinia acuticauda Simon, 1906 (Àfrica Occidental fins a Israel)
- Larinia ambo Harrod, Levi & Leibensperger, 1991 (Equador, Perú)
- Larinia assimilis Tullgren, 1910 (Àfrica Oriental)
- Larinia astrigera Yin i cols., 1990 (Xina)
- Larinia bharatae Bhandari & Gajbe, 2001 (Índia)
- Larinia bifida Tullgren, 1910 (Central, Est, Àfrica Meridional)
- Larinia bivittata Keyserling, 1885 (Brasil, Paraguai, Uruguai, Argentina, Xile)
- Larinia blandula (Grasshoff, 1971) (Àfrica Occidental)
- Larinia bonneti Spassky, 1939 (Àustria fins al Japó)
- Larinia borealis Banks, 1894 (Amèrica del Nord)
- Larinia bossae Marusik, 1987 (Rússia)
- Larinia chloris (Audouin, 1826) (Orient Pròxim fins a Mozambique, Índia)
- Larinia cyclera Yin i cols., 1990 (Xina)
- Larinia dÀsia (Roberts, 1983) (Aldabra)
- Larinia dinanea Yin i cols., 1990 (Xina)
- Larinia directa (Hentz, 1847) (EUA fins a Brasil)
- Larinia elegans Spassky, 1939 (Àustria fins a la Xina)
- Larinia emertoni Gajbe & Gajbe, 2004 (Índia)
- Larinia famulatoria (Keyserling, 1883) (EUA, Mèxic)
- Larinia ishango (Grasshoff, 1971) (Congo)
- Larinia jaysankari Biswas, 1984 (Índia)
- Larinia jeskovi Marusik, 1987 (Europa Oriental fins al Japó)
- Larinia kampala (Grasshoff, 1971) (Uganda)
- Larinia kanpurae Patel & Nigam, 1994 (Índia)
- Larinia lampa Harrod, Levi & Leibensperger, 1991 (Perú, Bolívia)
- Larinia lineata (Lucas, 1846) (Mediterrani Occidental)
- Larinia macrohooda Yin i cols., 1990 (Xina)
- Larinia mandlaensis Gajbe, 2005 (Índia)
- Larinia microhooda Yin i cols., 1990 (Xina)
- Larinia minor (Bryant, 1945) (Hispaniola)
- Larinia montecarlo (Levi, 1988) (Brasil, Argentina)
- Larinia natalensis (Grasshoff, 1971) (Sud-àfrica)
- Larinia neblina Harrod, Levi & Leibensperger, 1991 (Veneçuela)
- Larinia nolabelia Yin i cols., 1990 (Xina)
- Larinia obtEUA (Grasshoff, 1971) (Congo)
- Larinia onoi Tanikawa, 1989 (Japó)
- Larinia parangmata Barrion & Litsinger, 1995 (Filipines)
- Larinia phthisica (L. Koch, 1871) (Àsia, Japó, Filipines, Austràlia)
- Larinia pubiventris Simon, 1889 (Àsia central)
- Larinia sekiguchii Tanikawa, 1989 (Rússia, Xina, Japó)
- Larinia strandi Caporiacco, 1941 (Etiòpia)
- Larinia tamatave (Grasshoff, 1971) (Madagascar)
- Larinia t-notata (Tullgren, 1905) (Brasil, Argentina)
- Larinia trifida Tullgren, 1910 (Àfrica Central i Oriental)
- Larinia triprovina Yin i cols., 1990 (Xina)
- Larinia tucuman Harrod, Levi & Leibensperger, 1991 (Argentina)
- Larinia tyloridia Patel, 1975 (Índia)
- Larinia vara Kauri, 1950 (Sud-àfrica)
- Larinia wenshanensis Yin & Yan, 1994 (Xina)

### Lariniaria
Lariniaria Grasshoff, 1970
- Lariniaria argiopiformis (Bösenberg & Strand, 1906) (Rússia, Xina, Corea, Japó)

### Larinioides
Larinioides Caporiacco, 1934
- Larinioides chabarovi (Bakhvàlov, 1981) (Rússia)
- Larinioides cornutus (Clerck, 1757) (Holàrtic)
- Larinioides ixobolus (Thorell, 1873) (Paleàrtic)
- Larinioides patagiatus (Clerck, 1757) (Holàrtic)
  - Larinioides patagiatus islandicola (Strand, 1906) (Iceland)
- Larinioides sclopetarius (Clerck, 1757) (Holàrtic)
- Larinioides subinermis Caporiacco, 1940 (Etiòpia)
- Larinioides suspicax (O. P.-Cambridge, 1876) (Europa fins a l'Àsia central)

### Leviellus
Leviellus Wunderlich, 2004
- Leviellus caspica (Simon, 1889) (Àsia central)
- Leviellus inconveniens (O. P.-Cambridge, 1872) (Lebanon, Israel)
- Leviellus kochi (Thorell, 1870) (Europa Meridional, Àfrica del Nord, Àsia central)
- Leviellus thorelli (Ausserer, 1871) (Europa)

### Lewisepeira
Lewisepeira Levi, 1993
- Lewisepeira boquete Levi, 1993 (Panamà)
- Lewisepeira chiXinautzin Levi, 1993 (Mèxic)
- Lewisepeira farri (Archer, 1958) (Jamaica)
- Lewisepeira maricao Levi, 1993 (Puerto Rico)

### Lipocrea
Lipocrea Thorell, 1878
- Lipocrea diluta Thorell, 1887 (Myanmar fins a Austràlia)
- Lipocrea epeiroides (O. P.-Cambridge, 1872) (Israel)
- Lipocrea fusiformis (Thorell, 1877) (Índia fins al Japó, Filipines, Sulawesi)
- Lipocrea longissima (Simon, 1881) (Central, Est, Àfrica Meridional)
- Lipocrea tabida (L. Koch, 1872) (Sulawesi fins a Austràlia, Nova Caledònia)